# Horní Staré Město
Horní Staré Město (en allemand : Ober Altstadt, aussi Oberaltstadt) est un village appartenant à la commune de Trutnov, dans le district du même nom, en République tchèque.

## Population
En 2001, le village se composait de 479 maisons où vivaient 9 191 personnes.
Évolution de la population
- 1939 : 3 277 habitants
- 1991 : 8 229 habitants

## Personnalités nées à Horní Staré Město
- Igo Etrich (1879-1967), concepteur d'avions autrichien
- Fritz Rieger (1910-1978), chef d'orchestre allemand
- Karlheinz Ritschel (1930-), journaliste autrichien
- Willi Reiland (1933-), politicien SPD